# 外澳接天宮

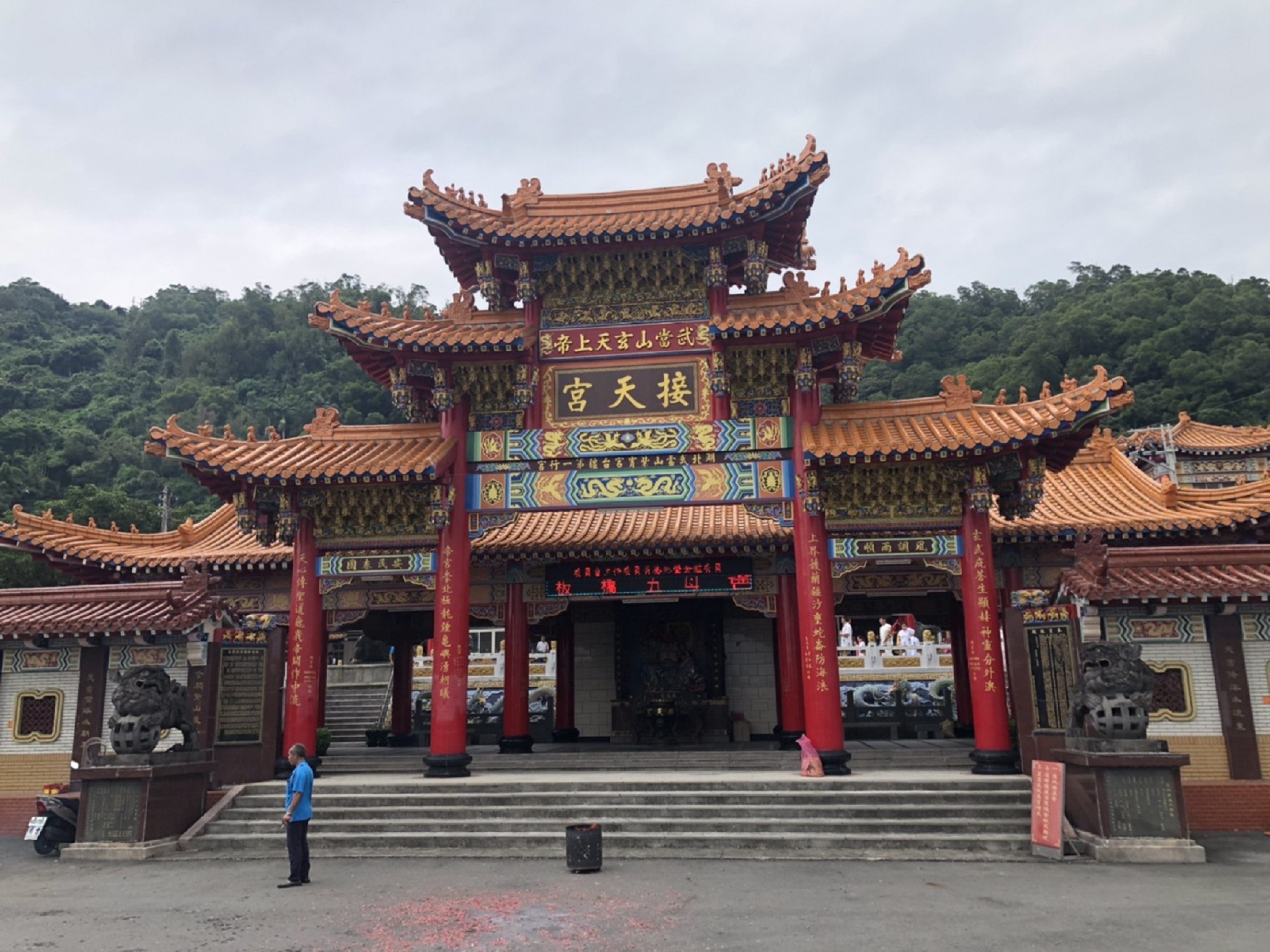
頭城外澳接天宮

外澳接天宮，在台灣宜蘭縣頭城鎮外澳里濱海路2段1巷21號，位於東北角風景區內，是一座真武廟，主奉玄天上帝。

## 簡介

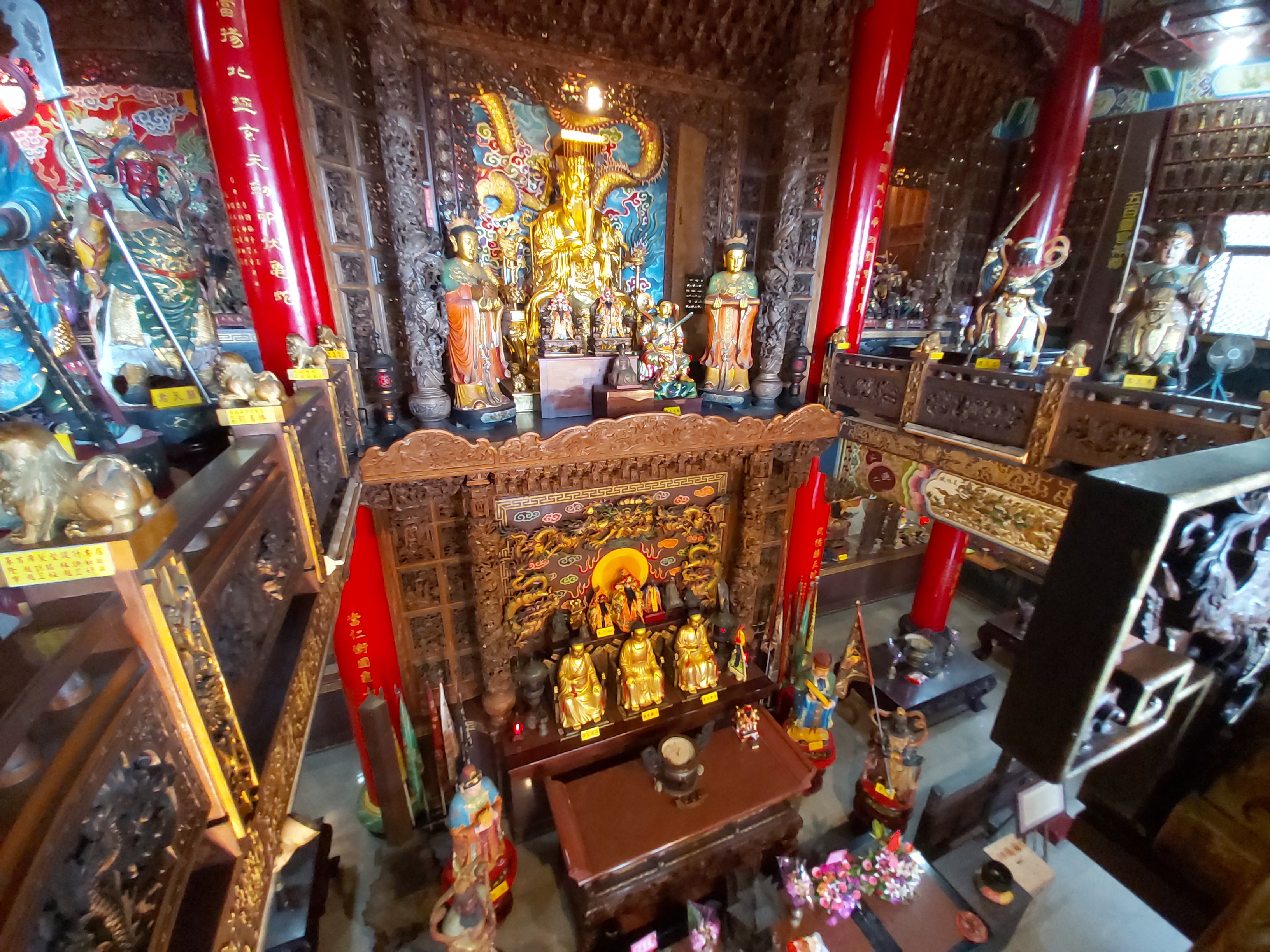
外澳接天宮武當殿室內

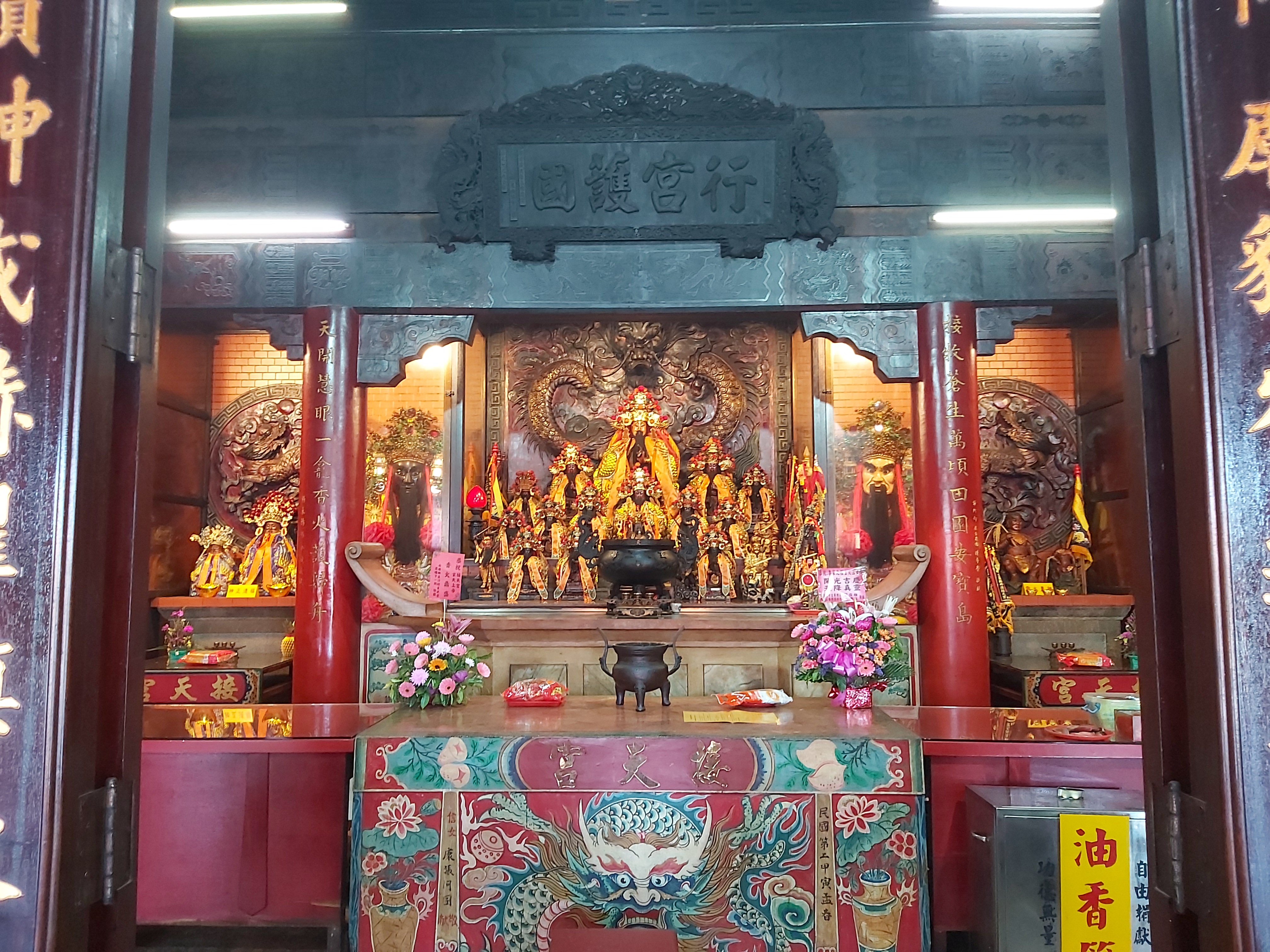
外澳接天宮正殿

1822年，唐山信徒黃迎奉北極玄天上帝金尊渡台，由烏石港上陸，在外澳石空古道，蓋茅庵供人膜拜，山區農民信仰日深。當時的保正與居民人等，為之合資建立「石空金頂接天廟」，簡稱「接天廟」。
1945年台灣日治時期結束後，因社會環境丕變，山上居民紛紛鶯遷平地謀生就業。故善信等奉神諭，將廟遷建外澳武當山。1973年本廟竣工。
1987年增建牌樓，雕刻石堵、環龍、九龍、石獅等，改稱接天宮。
1990年以後，外澳接天宮向中國湖北省武當山紫霄宮拜山，迎回北極玄天上帝神像，也請來了福建泉州法石真武庙玄天上帝金尊奉祀。
接天宮宮殿雄偉，環境清幽，林木蓊鬱，是登山踏青的不錯選擇，不少居民會在當地運動遊憩，後殿可以看到玄天上帝轉世之每一世塑像，從真武年幼為王子始，一直到被敕封為帝而冠冕之貌。
二樓聖父母殿供奉著玄天上帝的父親淨樂國王「淨樂聖父大帝」、母親善勝皇后「善勝聖母元后」與真武幼年之像。註生娘娘殿供奉「雲霄」、「瓊霄」、「碧霄」三娘娘，三者分別主理送子、接生、催生之務。

## 外部連結
- 外澳接天宮（页面存档备份，存于）
- 武當祖廟台灣第一行宮外澳接天宮的Facebook專頁